# Orphanostigma
Orphanostigma és un gènere d'arnes de la família Crambidae descrit per William Warren el 1890.

## Taxonomia
- Orphanostigma abruptalis (Walker, 1859)
- Orphanostigma angustale Hampson, 1893
- Orphanostigma excisa (E. L. Martin, 1956)
- Orphanostigma fulvistriga Swinhoe, 1894
- Orphanostigma perfulvalis (Hampson, 1899)
- Orphanostigma vibiusalis (Walker, 1859)